# Lijst van voetbalinterlands Engeland - Noord-Ierland
Deze lijst van voetbalinterlands is een overzicht van alle officiële voetbalwedstrijden tussen de nationale teams van Engeland en het tot het Verenigd Koninkrijk behorende deel van Ierland (tot december 1922 geheel Ierland, daarna Noord-Ierland). Engeland en (Noord-)Ierland hebben tot op heden 98 keer tegen elkaar gespeeld. De eerste ontmoeting, een vriendschappelijke wedstrijd, was op 18 februari 1882 in Belfast. Het laatste duel, een kwalificatiewedstrijd voor het Wereldkampioenschap voetbal 2006, vond plaats op 7 september 2005 in de Noord-Ierse hoofdstad.

## Wedstrijden
| №  | Plaats         | Datum             | Competitie                                         | Wedstrijd                | Uitslag |
| -- | -------------- | ----------------- | -------------------------------------------------- | ------------------------ | ------- |
| 1  | Belfast        | 18 februari 1882  | Vriendschappelijk                                  | Ierland − Engeland       | 0 − 13  |
| 2  | Liverpool      | 24 februari 1883  | Vriendschappelijk                                  | Engeland − Ierland       | 7 − 0   |
| 3  | Belfast        | 23 februari 1884  | British Home Championship 1884                     | Ierland − Engeland       | 1 − 8   |
| 4  | Manchester     | 28 februari 1885  | British Home Championship 1885                     | Engeland − Ierland       | 4 − 0   |
| 5  | Belfast        | 13 maart 1886     | British Home Championship 1886                     | Ierland − Engeland       | 1 − 6   |
| 6  | Sheffield      | 5 februari 1887   | British Home Championship 1887                     | Engeland − Ierland       | 7 − 0   |
| 7  | Belfast        | 7 april 1888      | British Home Championship 1888                     | Ierland − Engeland       | 1 − 5   |
| 8  | Liverpool      | 2 maart 1889      | British Home Championship 1889                     | Engeland − Ierland       | 6 − 1   |
| 9  | Belfast        | 15 maart 1890     | British Home Championship 1890                     | Ierland − Engeland       | 1 − 9   |
| 10 | Wolverhampton  | 7 maart 1891      | British Home Championship 1891                     | Engeland − Ierland       | 6 − 1   |
| 11 | Belfast        | 5 maart 1892      | British Home Championship 1892                     | Ierland − Engeland       | 0 − 2   |
| 12 | Birmingham     | 25 februari 1893  | British Home Championship 1893                     | Engeland − Ierland       | 6 − 1   |
| 13 | Belfast        | 3 maart 1894      | British Home Championship 1894                     | Ierland − Engeland       | 2 − 2   |
| 14 | Derby          | 9 maart 1895      | British Home Championship 1895                     | Engeland − Ierland       | 9 − 0   |
| 15 | Belfast        | 7 maart 1896      | British Home Championship 1896                     | Ierland − Engeland       | 0 − 2   |
| 16 | Nottingham     | 20 februari 1897  | British Home Championship 1897                     | Engeland − Ierland       | 6 − 0   |
| 17 | Belfast        | 5 maart 1898      | British Home Championship 1898                     | Ierland − Engeland       | 2 − 3   |
| 18 | Sunderland     | 18 februari 1899  | British Home Championship 1899                     | Engeland − Ierland       | 13 − 2  |
| 19 | Dublin         | 17 maart 1900     | British Home Championship 1900                     | Ierland − Engeland       | 0 − 2   |
| 20 | Southampton    | 9 maart 1901      | British Home Championship 1901                     | Engeland − Ierland       | 3 − 0   |
| 21 | Belfast        | 22 maart 1902     | British Home Championship 1902                     | Ierland − Engeland       | 0 − 1   |
| 22 | Wolverhampton  | 14 februari 1903  | British Home Championship 1903                     | Engeland − Ierland       | 4 − 0   |
| 23 | Belfast        | 12 maart 1904     | British Home Championship 1904                     | Ierland − Engeland       | 1 − 3   |
| 24 | Middlesbrough  | 25 februari 1905  | British Home Championship 1905                     | Engeland − Ierland       | 1 − 1   |
| 25 | Belfast        | 17 februari 1906  | British Home Championship 1906                     | Ierland − Engeland       | 0 − 5   |
| 26 | Liverpool      | 16 februari 1907  | British Home Championship 1907                     | Engeland − Ierland       | 1 − 0   |
| 27 | Belfast        | 15 februari 1908  | British Home Championship 1908                     | Ierland − Engeland       | 1 − 3   |
| 28 | Bradford       | 13 februari 1909  | British Home Championship 1909                     | Engeland − Ierland       | 4 − 0   |
| 29 | Belfast        | 12 februari 1910  | British Home Championship 1910                     | Ierland − Engeland       | 1 − 1   |
| 30 | Derby          | 11 februari 1911  | British Home Championship 1911                     | Engeland − Ierland       | 2 − 1   |
| 31 | Dublin         | 10 februari 1912  | British Home Championship 1912                     | Ierland − Engeland       | 1 − 6   |
| 32 | Belfast        | 15 februari 1913  | British Home Championship 1913                     | Ierland − Engeland       | 2 − 1   |
| 33 | Middlesbrough  | 14 februari 1914  | British Home Championship 1914                     | Engeland − Ierland       | 0 − 3   |
| 34 | Belfast        | 25 oktober 1919   | British Home Championship 1919/20                  | Ierland − Engeland       | 1 − 1   |
| 35 | Sunderland     | 23 oktober 1920   | British Home Championship 1920/21                  | Engeland − Ierland       | 2 − 0   |
| 36 | Belfast        | 22 oktober 1921   | British Home Championship 1921/22                  | Ierland − Engeland       | 1 − 1   |
| 37 | West Bromwich  | 21 oktober 1922   | British Home Championship 1922/23                  | Engeland − Ierland       | 2 − 0   |
| 38 | Belfast        | 20 oktober 1923   | British Home Championship 1923/24                  | Noord-Ierland − Engeland | 2 − 1   |
| 39 | Liverpool      | 22 oktober 1924   | British Home Championship 1924/25                  | Engeland − Noord-Ierland | 3 − 1   |
| 40 | Belfast        | 24 oktober 1925   | British Home Championship 1925/26                  | Noord-Ierland − Engeland | 0 − 0   |
| 41 | Liverpool      | 20 oktober 1926   | British Home Championship 1926/27                  | Engeland − Noord-Ierland | 3 − 3   |
| 42 | Belfast        | 22 oktober 1927   | British Home Championship 1927/28                  | Noord-Ierland − Engeland | 2 − 0   |
| 43 | Liverpool      | 22 oktober 1928   | British Home Championship 1928/29                  | Engeland − Noord-Ierland | 2 − 1   |
| 44 | Belfast        | 19 oktober 1929   | British Home Championship 1929/30                  | Noord-Ierland − Engeland | 0 − 3   |
| 45 | Sheffield      | 20 oktober 1930   | British Home Championship 1930/31                  | Engeland − Noord-Ierland | 5 − 1   |
| 46 | Belfast        | 17 oktober 1931   | British Home Championship 1931/32                  | Noord-Ierland − Engeland | 2 − 6   |
| 47 | Blackpool      | 17 oktober 1932   | British Home Championship 1932/33                  | Engeland − Noord-Ierland | 1 − 0   |
| 48 | Belfast        | 14 oktober 1933   | British Home Championship 1933/34                  | Noord-Ierland − Engeland | 0 − 3   |
| 49 | Liverpool      | 6 februari 1935   | British Home Championship 1934/35                  | Engeland − Noord-Ierland | 2 − 1   |
| 50 | Belfast        | 19 oktober 1935   | British Home Championship 1935/36                  | Noord-Ierland − Engeland | 1 − 3   |
| 51 | Stoke-on-Trent | 18 november 1936  | British Home Championship 1936/37                  | Engeland − Noord-Ierland | 3 − 1   |
| 52 | Belfast        | 23 oktober 1937   | British Home Championship 1937/38                  | Noord-Ierland − Engeland | 1 − 5   |
| 53 | Manchester     | 16 november 1938  | British Home Championship 1938/39                  | Engeland − Noord-Ierland | 7 − 0   |
| 54 | Belfast        | 28 september 1946 | British Home Championship 1946/47                  | Noord-Ierland − Engeland | 2 − 7   |
| 55 | Liverpool      | 5 november 1947   | British Home Championship 1947/48                  | Engeland − Noord-Ierland | 2 − 2   |
| 56 | Belfast        | 9 oktober 1948    | British Home Championship 1948/49                  | Noord-Ierland − Engeland | 2 − 6   |
| 57 | Manchester     | 16 november 1949  | British Home Championship 1949/50 en WK 1950 kwal. | Engeland − Noord-Ierland | 9 − 2   |
| 58 | Belfast        | 7 oktober 1950    | British Home Championship 1950/51                  | Noord-Ierland − Engeland | 1 − 4   |
| 59 | Londen         | 14 november 1951  | British Home Championship 1951/52                  | Engeland − Noord-Ierland | 2 − 0   |
| 60 | Belfast        | 4 oktober 1952    | British Home Championship 1952/53                  | Noord-Ierland − Engeland | 2 − 2   |
| 61 | Liverpool      | 11 november 1953  | British Home Championship 1953/54 en WK 1954 kwal. | Engeland − Noord-Ierland | 3 − 1   |
| 62 | Belfast        | 2 oktober 1954    | British Home Championship 1954/55                  | Noord-Ierland − Engeland | 0 − 2   |
| 63 | Londen         | 2 november 1955   | British Home Championship 1955/56                  | Engeland − Noord-Ierland | 3 − 0   |
| 64 | Belfast        | 6 oktober 1956    | British Home Championship 1956/57                  | Noord-Ierland − Engeland | 1 − 1   |
| 65 | Londen         | 6 november 1957   | British Home Championship 1957/58                  | Engeland − Noord-Ierland | 2 − 3   |
| 66 | Belfast        | 4 oktober 1958    | British Home Championship 1958/59                  | Noord-Ierland − Engeland | 3 − 3   |
| 67 | Londen         | 18 november 1959  | British Home Championship 1959/60                  | Engeland − Noord-Ierland | 2 − 1   |
| 68 | Belfast        | 8 oktober 1960    | British Home Championship 1960/61                  | Noord-Ierland − Engeland | 2 − 5   |
| 69 | Londen         | 22 november 1961  | British Home Championship 1961/62                  | Engeland − Noord-Ierland | 1 − 1   |
| 70 | Belfast        | 20 oktober 1962   | British Home Championship 1962/63                  | Noord-Ierland − Engeland | 1 − 3   |
| 71 | Londen         | 20 november 1963  | British Home Championship 1963/64                  | Engeland − Noord-Ierland | 8 − 3   |
| 72 | Belfast        | 3 oktober 1964    | British Home Championship 1964/65                  | Noord-Ierland − Engeland | 3 − 4   |
| 73 | Londen         | 10 november 1965  | British Home Championship 1965/66                  | Engeland − Noord-Ierland | 2 − 1   |
| 74 | Belfast        | 22 oktober 1966   | British Home Championship 1966/67 en EK 1968 kwal. | Noord-Ierland − Engeland | 0 − 2   |
| 75 | Londen         | 22 november 1967  | British Home Championship 1967/68 en EK 1968 kwal. | Engeland − Noord-Ierland | 2 − 0   |
| 76 | Belfast        | 3 mei 1969        | British Home Championship 1969                     | Noord-Ierland − Engeland | 1 − 3   |
| 77 | Londen         | 21 april 1970     | British Home Championship 1970                     | Engeland − Noord-Ierland | 3 − 1   |
| 78 | Belfast        | 15 mei 1971       | British Home Championship 1970/71                  | Noord-Ierland − Engeland | 0 − 1   |
| 79 | Londen         | 23 mei 1972       | British Home Championship 1971/72                  | Engeland − Noord-Ierland | 0 − 1   |
| 80 | Liverpool      | 12 mei 1973       | British Home Championship 1973                     | Engeland − Noord-Ierland | 2 − 1   |
| 81 | Londen         | 15 mei 1974       | British Home Championship 1974                     | Engeland − Noord-Ierland | 1 − 0   |
| 82 | Belfast        | 17 mei 1975       | British Home Championship 1975                     | Noord-Ierland − Engeland | 0 − 0   |
| 83 | Londen         | 11 mei 1976       | British Home Championship 1976                     | Engeland − Noord-Ierland | 4 − 0   |
| 84 | Belfast        | 28 mei 1977       | British Home Championship 1977                     | Noord-Ierland − Engeland | 1 − 2   |
| 85 | Londen         | 16 mei 1978       | British Home Championship 1978                     | Engeland − Noord-Ierland | 1 − 0   |
| 86 | Londen         | 7 februari 1979   | EK 1980 kwalificatie                               | Engeland − Noord-Ierland | 4 − 0   |
| 87 | Belfast        | 19 mei 1979       | British Home Championship 1979                     | Noord-Ierland − Engeland | 0 − 2   |
| 88 | Belfast        | 17 oktober 1979   | EK 1980 kwalificatie                               | Noord-Ierland − Engeland | 1 − 5   |
| 89 | Londen         | 20 mei 1980       | British Home Championship 1980                     | Engeland − Noord-Ierland | 1 − 1   |
| 90 | Londen         | 23 februari 1982  | British Home Championship 1982                     | Engeland − Noord-Ierland | 4 − 0   |
| 91 | Belfast        | 28 mei 1983       | British Home Championship 1983                     | Noord-Ierland − Engeland | 0 − 0   |
| 92 | Londen         | 4 april 1984      | British Home Championship 1983/84                  | Engeland − Noord-Ierland | 1 − 0   |
| 93 | Belfast        | 27 februari 1985  | WK 1986 kwalificatie                               | Noord-Ierland − Engeland | 0 − 1   |
| 94 | Londen         | 13 november 1985  | WK 1986 kwalificatie                               | Engeland − Noord-Ierland | 0 − 0   |
| 95 | Londen         | 15 oktober 1986   | EK 1988 kwalificatie                               | Engeland − Noord-Ierland | 3 − 0   |
| 96 | Belfast        | 1 april 1987      | EK 1988 kwalificatie                               | Noord-Ierland − Engeland | 0 − 2   |
| 97 | Manchester     | 26 maart 2005     | WK 2006 kwalificatie                               | Engeland − Noord-Ierland | 4 − 0   |
| 98 | Belfast        | 7 september 2005  | WK 2006 kwalificatie                               | Noord-Ierland − Engeland | 1 − 0   |

## Samenvatting
| Competitie                | Totaal gespeeld | Winst Engeland | Gelijk | Winst Noord-Ierland | Doelsaldo Engeland – Noord-Ierland |
| ------------------------- | --------------- | -------------- | ------ | ------------------- | ---------------------------------- |
| WK-kwalificatie           | 6               | 4              | 1      | 1                   | 17 − 4                             |
| EK-kwalificatie           | 6               | 6              | 0      | 0                   | 18 − 1                             |
| British Home Championship | 88              | 67             | 15     | 6                   | 284 − 76                           |
| Vriendschappelijk         | 2               | 2              | 0      | 0                   | 4 − 0                              |
| Totaal                    | 98              | 75             | 16     | 7                   | 323 − 81                           |

Wedstrijden die zowel voor het British Home Championship als voor WK- of EK-kwalificatie golden zijn in beide categorieën meegeteld.
Wedstrijden bepaald door strafschoppen worden, in lijn met de FIFA, als een gelijkspel gerekend.

## Details

### Zevende ontmoeting
| British Home Championship (Belfast, Noord-Ierland, 7 april 1888): |       |                                                                                          |
| Noord-Ierland | 1 – 5 | Engeland                                                                                 |
| Billy Crone 32' | goals | 10' Fred Dewhurst 14' Albert Allen 39' Albert Allen 60' Albert Allen ??' Tinsley Lindley |
| - Debuut van Modesto Silo (Belfast YMCA) en John McVicker (Linfield) voor Noord-Ierland. - Debuut van Albert Allen (Aston Villa), William Bassett (West Bromwich Albion), Charles Shelton (Notts Rangers), Albert Aldridge (West Bromwich Albion) en Robert Holmes (Preston North End) voor Engeland. |       |                                                                                          |

### 72ste ontmoeting
| British Home Championship (Londen, Engeland, 20 november 1963):                                                                        |       |                                                       |
| Engeland | 8 – 3 | Noord-Ierland                                         |
| Terry Paine 2' Jimmy Greaves 20' Jimmy Greaves 30' Terry Paine 37' Bobby Smith 46' Jimmy Greaves 60' Terry Paine 61' Jimmy Greaves 65' | goals | 42' Jobby Crossan 74' Samuel Wilson 85' Samuel Wilson |
| - Debuut van Bobby Thomson (Wolverhampton Wanderers) voor Engeland.                                                                    |       |                                                       |

### 90ste ontmoeting
| British Home Championship (Londen, Engeland, 20 mei 1980):              |       |                    |
| Engeland                                                                | 1 – 1 | Noord-Ierland      |
| Noel Brotherston 81' (e.d.)                                             | goals | 83' Terry Cochrane |
| - Debuut van aanvaller Alan Devonshire (West Ham United) voor Engeland. |       |                    |

### 91ste ontmoeting
| British Home Championship (Londen, Engeland, 23 februari 1982):   |       |               |
| Engeland                                                          | 4 – 0 | Noord-Ierland |
| Bryan Robson 1' Kevin Keegan 56' Ray Wilkins 85' Glenn Hoddle 89' | goals |               |

### 92ste ontmoeting
| British Home Championship (Belfast, Noord-Ierland, 28 mei 1983):                        |       |          |
| Noord-Ierland                                                                           | 0 – 0 | Engeland |
|                                                                                         | goals |          |
| - Debuut van Graham Roberts (Tottenham Hotspur) en John Barnes (Watford) voor Engeland. |       |          |

### 93ste ontmoeting
| British Home Championship (Londen, Engeland, 4 april 1984): |       |               |
| Engeland                                                    | 1 – 0 | Noord-Ierland |
| Tony Woodcock 49'                                           | goals |               |
| - Debuut van Alan Kennedy (Liverpool) voor Engeland.        |       |               |

### 94ste ontmoeting
| WK 1986 kwalificatie (Belfast, Noord-Ierland, 27 februari 1985): |       |                  |
| Noord-Ierland                                                    | 0 – 1 | Engeland         |
|                                                                  | goals | 77' Mark Hateley |
| - Debuut van Trevor Steven (Everton) voor Engeland.              |       |                  |

### 95ste ontmoeting
| WK 1986 kwalificatie (Londen, Engeland, 13 november 1985): |       |               |
| Engeland                                                   | 0 – 0 | Noord-Ierland |
|                                                            | goals |               |

FA · A-internationals · Selecties · Bondscoaches · Engels vrouwenelftal · Brits olympisch elftal · Engeland -21 · Engeland -20 · Engeland -19 · Engeland -18 · Engeland -17 · Engeland -16 · Vrouwen -17
1872 – 1899 ·
1900 – 1919 ·
1920 – 1929 ·
1930 – 1939 ·
1940 – 1949 ·
1950 – 1959 ·
1960 – 1969 ·
1970 – 1979 ·
1980 – 1989 ·
1990 – 1999 ·
2000 – 2009 ·
2010 – 2019 ·
2020 − 2029
EK's: 1968 ·
1980 ·
1988 ·
1992 ·
1996 ·
2000 ·
2004 ·
2012 · 
2016 · 
2020 · 
2024
WK's: 1950 ·
1954 ·
1958 ·
1962 ·
1966 ·
1970 ·
1982 ·
1986 ·
1990 ·
1998 ·
2002 ·
2006 ·
2010 ·
2014 ·
2018 · 
2022
Albanië ·
Algerije ·
Andorra ·
Argentinië ·
Australië ·
Azerbeidzjan ·
België ·
Bosnië en Herzegovina ·
Brazilië ·
Bulgarije ·
Canada ·
Chili ·
China ·
Colombia ·
Costa Rica ·
Cyprus ·
Denemarken ·
DDR · 
Duitsland ·
Ecuador ·
Egypte ·
Estland ·
Finland ·
Frankrijk ·
Georgië ·
Ghana ·
GOS ·
Griekenland ·
Honduras ·
Hongarije ·
Ierland ·
IJsland · 
Iran ·
Israël ·
Italië ·
Ivoorkust ·
Jamaica ·
Japan ·
Joegoslavië ·
Kameroen ·
Kazachstan ·
Koeweit ·
Kosovo ·
Kroatië ·
Liechtenstein ·
Litouwen ·
Luxemburg ·
Maleisië ·
Malta ·
Marokko ·
Mexico ·
Moldavië ·
Montenegro ·
Nederland ·
Nieuw-Zeeland ·
Nigeria ·
Noord-Ierland ·
Noord-Macedonië ·
Noorwegen ·
Oekraïne ·
Oostenrijk ·
Panama · 
Paraguay ·
Peru · 
Polen ·
Portugal ·
Roemenië ·
Rusland ·
San Marino · 
Saoedi-Arabië ·
Schotland ·
Senegal ·
Servië ·
Servië en Montenegro · 
Slovenië ·
Slowakije ·
Sovjet-Unie ·
Spanje ·
Trinidad en Tobago ·
Tsjechië ·
Tsjecho-Slowakije ·
Tunesië ·
Turkije ·
Uruguay ·
Verenigde Staten ·
Wales ·
Wit-Rusland ·
Zuid-Afrika ·
Zuid-Korea ·
Zweden ·
Zwitserland
Algerije (2010) · 
Argentinië (1986) · 
Argentinië (1998) · 
Argentinië (2002) · 
België (1990) · 
België (2018, 1) · 
België (2018, 2) · 
Brazilië (2002) · 
Colombia (1998) ·
Colombia (2018) ·
Costa Rica (2014) ·
Denemarken (2002) ·
Denemarken (2021) · 
Duitsland (2000) ·
Duitsland (2010) ·
Duitsland (2021) ·
Ecuador (2006) ·
Egypte (1990) ·
Frankrijk (1982) ·
Frankrijk (2012) ·
Frankrijk (2022) ·
Ierland (1990) · 
IJsland (2016) ·
Italië (1990) · 
Italië (2012) · 
Italië (2014) · 
Italië (2021) · 
Kameroen (1990) · 
Koeweit (1982) · 
Kroatië (2018) ·
Kroatië (2021) · 
Marokko (1986) · 
Nederland (1990) · 
Nigeria (2002) · 
Oekraïne (2012) · 
Oekraïne (2021) ·
Panama (2018) · 
Paraguay (1986) · 
Paraguay (2006) · 
Polen (1986) · 
Portugal (1986) · 
Portugal (2000) · 
Portugal (2006) · 
Roemenië (1998) ·
Roemenië (2000) ·
Rusland (2016) ·
Schotland (2021) ·
Senegal (2022) ·
Slovenië (2010) ·
Slowakije (2016) ·
Spanje (1982) ·
Spanje (2024) ·
Trinidad en Tobago (2006) ·
Tsjechië (2021) ·
Tsjecho-Slowakije (1982) ·
Tunesië (1998) ·
Tunesië (2018) ·
Uruguay (2014) ·
Verenigde Staten (2010) ·
Wales (2016) · 
West-Duitsland (1966) ·
West-Duitsland (1982) ·
West-Duitsland (1990) ·
Zweden (2002) ·
Zweden (2006) · 
Zweden (2012)
IFA · A-internationals · Selecties · Bondscoaches · Noord-Iers vrouwenelftal · Brits olympisch elftal · N-Ierland U21 · N-Ierland U20 · N-Ierland U19 · N-Ierland U18 · N-Ierland U17 · N-Ierland U16
1882 – 1899 ·
1900 – 1919 ·
1920 – 1929 ·
1930 – 1939 ·
1940 – 1949 ·
1950 – 1959 ·
1960 – 1969 ·
1970 – 1979 ·
1980 – 1989 ·
1990 – 1999 ·
2000 – 2009 ·
2010 – 2019 ·
2020 – 2029
EK 2016
WK 1958 · 
WK 1982 · 
WK 1986
1921 · 
1922 · 
1923 · 
1924 · 
1925 · 
1926 · 
1927 · 
1928 · 
1929 · 
1930 · 
1931 · 
1932 · 
1933 · 
1934 · 
1935 · 
1936 · 
1937 · 
1938 · 
1939 · 
1940 · 1941 · 1942 · 1943 · 1944 · 1945 · 
1946 · 
1947 · 
1948 · 
1949 · 
1950 · 
1952 · 
1952 · 
1953 · 
1954 · 
1955 · 
1956 · 
1957 · 
1958 · 
1959 · 
1960 · 
1961 · 
1962 · 
1963 · 
1964 · 
1965 · 
1966 · 
1967 · 
1968 · 
1969 · 
1970 · 
1971 · 
1972 · 
1973 · 
1974 · 
1975 · 
1976 · 
1977 · 
1978 · 
1979 · 
1980 · 
1981 · 
1982 · 
1983 · 
1984 · 
1985 · 
1986 · 
1987 · 
1988 · 
1989 · 
1990 ·
1991 · 
1992 · 
1993 · 
1994 · 
1995 · 
1996 · 
1997 · 
1998 · 
1999 · 
2000 · 
2001 · 
2002 · 
2003 · 
2004 · 
2005 · 
2006 · 
2007 · 
2008 · 
2009 · 
2010 · 
2011 · 
2012 · 
2013 · 
2014 · 
2015 · 
2016 · 
2017 · 
2018 · 
2019 · 
2020 · 
2021 ·
2022 ·
2023 ·
2024
Albanië ·
Algerije ·
Andorra ·
Argentinië ·
Armenië ·
Australië ·
Azerbeidzjan ·
Barbados ·
België ·
Bosnië en Herzegovina ·
Brazilië ·
Bulgarije ·
Canada ·
Chili ·
Colombia ·
Costa Rica ·
Cyprus ·
Denemarken ·
Duitsland ·
Engeland ·
Estland ·
Faeröer ·
Finland ·
Frankrijk ·
Georgië · 
Griekenland ·
Honduras ·
Hongarije ·
Ierland ·
IJsland ·
Israël ·
Italië ·
Joegoslavië ·
Kazachstan ·
Kosovo ·
Kroatië ·
Letland ·
Liechtenstein ·
Litouwen ·
Luxemburg · 
Malta ·
Marokko ·
Mexico ·
Moldavië ·
Montenegro ·
Nederland ·
Nieuw-Zeeland ·
Noorwegen ·
Oekraïne ·
Oostenrijk ·
Panama ·
Polen ·
Portugal ·
Qatar ·
Roemenië ·
Rusland ·
Saint Kitts en Nevis ·
San Marino ·
Schotland ·
Servië ·
Servië en Montenegro ·
Slovenië ·
Slowakije ·
Sovjet-Unie ·
Spanje ·
Thailand ·
Trinidad en Tobago ·
Tsjechië ·
Tsjecho-Slowakije ·
Turkije ·
Uruguay ·
Verenigde Staten ·
Wales ·
Wit-Rusland · 
Zuid-Korea ·
Zweden ·
Zwitserland
Frankrijk (1982) · Oekraïne (2016) · Oostenrijk (1982) · Polen (2016)